# Epidendrum sotoanum
Epidendrum sotoanum är en orkidéart som beskrevs av Karremans och Eric Hágsater. Epidendrum sotoanum ingår i släktet Epidendrum och familjen orkidéer. Inga underarter finns listade i Catalogue of Life.